# 베레타 93R
베레타 93R은 베레타사에서 제작한 9×19mm 패러벨럼탄을 사용하는 기관권총으로, 베레타 92를 자동발사가 가능하도록 제작한 총기다.
연사는 몇몇 기종만 되고, 점사가 기본이다. 특유의 점사 기능을 포함하고 있어 특별하다.

## 같이 보기
- 베레타 92
- M9